# Hydriomena relictata
Hydriomena relictata là một loài bướm đêm trong họ Geometridae.